# Liste der Stolpersteine in Berlin-Lichtenberg
Die Liste der Stolpersteine in Berlin-Lichtenberg enthält die Stolpersteine im Berliner Ortsteil Lichtenberg im Bezirk Lichtenberg, die an das Schicksal der Menschen erinnern, die im Nationalsozialismus ermordet, deportiert, vertrieben oder in den Suizid getrieben wurden. Die Spalten der Tabelle sind selbsterklärend. Die Tabelle erfasst insgesamt 47 Stolpersteine und ist teilweise sortierbar; die Grundsortierung erfolgt alphabetisch nach dem Familiennamen.
| Bild | Person                 | Adresse und Koordinate ()                          | Adresse und Koordinate () | Verlegedatum  | Information |
| ---- | ---------------------- | -------------------------------------------------- | ------------------------- | ------------- | --- |
|      | Rosalie Aronsohn       | John-Sieg-Straße 3                                 | 52.511946 13.480333       | 2004          | Rosalie Aronsohn wurde am 21. Dezember 1880 in Schwersenz als Rosalie Kniebel geboren, ihre Eltern waren Hermann Kniebel und Dorchen geborene Freitag. Sie hatte noch mehrere Geschwister, Friederike (1872, verh. Salomon), Martha (1875), Bertha (1877, verh. Fränkel), Abraham David (1879), Siegfried (1883) und Max (1886). Ihre Mutter starb 1890 in Schwersenz und ihr Vater 1910 ebenfalls dort. Am 25. März 1920 hatte Rosalie in Berlin den Kaufmann Max Aronsohn geheiratet. Im gleichen Jahr noch hat Max Aronsohn, der eine Lederhandlung betrieb, das Haus in der Tasdorfer Straße 71 gekauft. Das Paar bezog dort eine Fünf-Zimmer-Wohnung und verlegte die Lederhandlung an den neuen Wohnsitz, die übrigen zwölf Wohnungen wurden vermietet. Am 9. August 1923 wurde ihr einziges Kind Hans in der Frauenklinik des Berliner Krippenvereins in Schöneberg geboren. Nachdem Rosalie Aronsohns jüngerer Bruder Max seine Wohnung verloren hatte, zog er mit seiner Frau Recha bei den Aronsohns ein. Recha Kniebel gab später in ihrem Antrag auf Rückerstattung ihres geraubten Vermögens an, dass es sich um eine Zwangseinweisung gehandelt habe. Auch Martha Kniebel, eine ältere, unverheiratete Schwester von Rosalie Aronsohn, wohnte etwa ab 1938 mit in der Wohnung. Ende 1938 waren Aronsohns gezwungen, das Haus und Geschäft zu verkaufen, sie blieben aber weiter in der Tasdorfer Straße 71 wohnen. Die nationalsozialistischen Behörden beschlagnahmten einen Großteil der Verkaufssumme. Am 9. Oktober 1940 verstarb Max Aronsohn, der an Diabetes litt, im Krankenhaus der Jüdischen Gemeinde in Berlin-Wedding. Am 2. März 1943 wurde Rosalie tot in ihrer Wohnung aufgefunden, die Todesursache war Selbstmord durch Gasvergiftung. Sie wurde auf dem Jüdischen Friedhof Weißensee beerdigt. Der Stolperstein liegt vor dem Haus mit der ehemaligen Adresse Tasdorfer Straße 71, das Todesjahr 1940 auf dem Stolperstein ist falsch. Für ihren 1943 in Auschwitz ermordeten Bruder Siegfried Kniebel wurde in Steglitz in der Feuerbachstraße 9 ein Stolperstein verlegt, nur ihre beiden Schwestern Friederike und Bertha überlebten durch Emigration in die USA. |
|      | Chana Bannass          | Rüdigerstraße 50a                                  |                           | 24. Mai 2019  | |
|      | Siegmund Bannass       | Rüdigerstraße 50a                                  |                           | 24. Mai 2019  | |
|      | Anni Bock              | Frankfurter Allee 135                              |                           | 13. Juni 2023 | |
|      | Charlotte Bock         | Frankfurter Allee 135                              |                           | 13. Juni 2023 | |
|      | Alfred Breslauer       | Atzpodienstraße 38                                 |                           | 23. Mai 2022  | |
|      | Margot Breslauer       | Atzpodienstraße 38                                 |                           | 23. Mai 2022  | |
|      | Oskar Debus            | Josef-Orlopp-Straße 50                             |                           | 25. Okt. 2010 | |
|      | Emmi Drescher          | Siegfriedstraße 3                                  |                           | 17. Juni 2023 | |
|      | Minna Finkels          | Eberhardstraße 65                                  |                           |               | |
|      | Samuel Finkels         | Eberhardstraße 65                                  |                           |               | |
|      | Isidor Kirschbaum      | Alfredstraße 2                                     |                           | 29. Aug. 2021 | |
|      | Liselotte Kirschbaum   | Alfredstraße 2                                     |                           | 29. Aug. 2021 | |
|      | Emma Kirschbaum        | Alfredstraße 2                                     |                           | 29. Aug. 2021 | |
|      | Martha Kniebel         | John-Sieg-Straße 3                                 | 52.511945 13.480332       | 7. Mai 2004   | Martha Kniebel wurde am 26. Oktober 1875 in Schwersenz geboren, ihre Eltern waren Hermann Kniebel und Dorchen geborene Freitag. Sie hatte noch mehrere Geschwister, Friederike (1872, verh. Salomon), Bertha (1877, verh. Fränkel), Abraham David (1879), Rosalie (1880, verh. Aronsohn), Siegfried (1883) und Max (1886). Martha wurde am 2. April 1942 mit dem XII. Transport nach Trawniki deportiert. Sie starb am 4. April 1942 in Warschau, nur ihre beiden Schwestern Friederike und Bertha überlebten durch Emigration in die USA. |
|      | Max Kniebel            | John-Sieg-Straße 3                                 | 52.511945 13.480333       | 7. Mai 2004   | Max Kniebel wurde am 5. September 1886 in Schwersenz geboren, seine Eltern waren Hermann Kniebel und Dorchen geborene Freitag. Er hatte noch mehrere Geschwister, Friederike (1872, verh. Salomon), Martha (1875), Bertha (1877, verh. Fränkel), Abraham David (1879), Rosalie (1880, verh. Aronsohn) und Siegfried (1883). Nach dem Ersten Weltkrieg siedelte er, wie ein Großteil seiner Familie, nach Berlin über, da die Provinz Posen 1919/1920 infolge des Versailler Vertrags an die neuerrichtete Republik Polen gelangte. 1922 übernahm er mit seinem Bruder Siegfried Kniebel von der Firma Siegfried Scherk eine Handelsgesellschaft und betrieb ein Agenturgeschäft in der Textilbranche unter der Anschrift Hoher Steinweg 11. 1937 heiratete Max Kniebel im Alter von etwa 50 Jahren die 18 Jahre jüngere Recha Blond, die aus Posen stammte. Die Eheleute wohnten in der Hofmeisterstraße 1 (heute Husemannstraße) in Prenzlauer Berg, waren aber im Jahr nach der Heirat den Angaben in Recha Kniebels Wiedergutmachungsakte zufolge gezwungen, in die Tasdorfer Straße 71 nach Lichtenberg umzuziehen. Sie wohnten zur Untermiete bei Max Kniebels älterer Schwester Rosalie und deren Mann Max Aronsohn, auch die unverheiratete Schwester Martha Kniebel zog dort ein. Zu spät entschlossen sich Max und seine Frau zur Auswanderung in die USA, sie erhielten keine Visa aufgrund einer Quotenregelung, die eine Obergrenze für die Aufnahme von Immigranten nach Herkunftsländern vorsah. Für die Familie galt wegen ihrer Herkunft aus Schwersenz die polnische Quote, die längst ausgeschöpft war. Am 28. Oktober 1942 wurde er aus seiner Wohnung in der Tasdorfer Straße 71 zusammen mit seiner Frau Recha Kniebel im 68. Alterstransport nach Theresienstadt deportiert und am 1. Oktober 1944 weiter nach Auschwitz verbracht, dort ist er ermordet worden. Für seinen bereits 1943 in Auschwitz ermordeten Bruder Siegfried Kniebel wurde in Steglitz in der Feuerbachstraße 9 ein Stolperstein verlegt, nur seine beiden Schwestern Friederike und Bertha überlebten durch Emigration in die USA.                                                                       |
|      | Recha Kniebel          | John-Sieg-Straße 3                                 | 52.511945 13.480334       | 7. Mai 2004   | Recha Kniebel wurde am 5. November 1904 in Posen als Recha Blond geboren. Am 28. Oktober 1942 wurde sie aus ihrer Wohnung in der Tasdorfer Straße 71 zusammen mit ihrem Mann Max Kniebel im 68. Alterstransport nach Theresienstadt deportiert, dann am 1. Oktober 1944 weiter nach Auschwitz und Anfang 1945 wurde sie nach Mauthausen verbracht, wo sie im Mai 1945 befreit worden ist. Recha Kniebel hat überlebt. |
|      | Gerhard Koh            | Normannenstraße 1                                  |                           | 3. Dez. 2024  | Sohn von Magda und Selmar Koh |
|      | Magda Koh              | Normannenstraße 1                                  |                           | 3. Dez. 2024  | Magda und Selmar Koh lebten mit Sohn Gerhard bis 1941 in der angegebenen Wohnung; Selmar war Bankbeamter in einer Einrichtung in Schöneberg. Kurz bevor 1941 eine Ausreisesperre für Juden aus Deutschland beschlossen wurde, gelang der Familie die Flucht. Sie gelangten bis nach Shanghai in Sicherheit und erlebten dort das Ende der Hitlerdiktatur und des Weltkriegs. |
|      | Selmar Koh             | Normannenstraße 1                                  |                           | 3. Dez. 2024  | siehe hier drüber |
|      | Moritz Leske           | Deutschmeisterstraße 24                            |                           |               | |
|      | Toni Leske             | Deutschmeisterstraße 24                            |                           |               | |
|      | Helene Levy            | Hagenstraße 12                                     |                           | 9. Dez. 2006  | Helene Levy wurde am 18. August 1873 in Berlin als Helene Berger geboren, ihre Eltern waren Friedrich Julius Berger und Elise Berger. Helene war mit dem Sanitätsrat Heinrich Levy (geboren ca. 1867 in Königsberg) verheiratet, der am 28. Januar 1937 in der Hagenstraße 12 verstorben ist. Am 28. Mai 1943 wurde sie mit dem 90. Alterstransport nach Theresienstadt deportiert, dort starb sie am 21. Juni 1943. |
|      | Ernestine Loewenberg   | John-Sieg-Straße 1                                 |                           | 29. Aug. 2021 | |
|      | Kurt Loewenberg        | John-Sieg-Straße 1                                 |                           | 29. Aug. 2021 | |
|      | Louis Loewenberg       | John-Sieg-Straße 1                                 |                           | 29. Aug. 2021 | |
|      | Regina Loewenberg      | John-Sieg-Straße 1                                 |                           | 29. Aug. 2021 | |
|      | Kurt Marcus            | Rüdigerstraße 51                                   |                           | 24. Mai 2019  | |
|      | Vera Marcus            | Rüdigerstraße 51                                   |                           | 24. Mai 2019  | |
|      | Friederike Methner     | John-Sieg-Straße 1                                 |                           | 29. Aug. 2021 | |
|      | Moritz Methner         | John-Sieg-Straße 1                                 |                           | 29. Aug. 2021 | |
|      | Rosa Methner           | John-Sieg-Straße 1                                 |                           | 29. Aug. 2021 | |
|      | Adolf Pergamenter      | Deutschmeisterstraße 4                             |                           |               | |
|      | Ziela Pergamenter      | Deutschmeisterstraße 4                             |                           |               | |
|      | Brunhilde Prelle       | Wartenbergstraße 33                                |                           | 21. März 2017 | |
|      | Adolf Redlinger        | Atzpodienstraße 38                                 |                           | 23. Mai 2022  | |
|      | Hermann Rindsberg      | Hagenstraße 14a                                    |                           | 9. Dez. 2006  | Hermann Rindsberg wurde am 17. Mai 1876 in Uehlfeld geboren. Er wurde am 2. April 1942 mit dem XII. Transport nach Trawniki deportiert, er ist im Spital Gerichtsstraße in Warschau verschollen. |
|      | Frieda Rosenthal       | Fanningerstraße 53                                 |                           | 13. Sep. 2008 | Frieda Rosenthal wurde am 9. Juni 1891 in Berlin als Frieda Schrinner geboren. Sie war im Widerstand aktiv und wurde am 19. August 1936 verhaftet. Nach ihrer Inhaftierung und Folterung im Gefängnis Moabit nahm sie sich dort am 15. Oktober 1936 das Leben. Der Stolperstein wurde am 1. Oktober 2008 eingeweiht. |
|      | Gottfried Arno Salomon | Deutschmeisterstraße 2                             |                           |               | |
|      | Sara Schultze          | John-Sieg-Straße 1                                 |                           | 29. Aug. 2021 | |
|      | Luise Sternberg        | Möllendorffstraße 11                               |                           |               | |
|      | Saly Thune             | Josef-Orlopp-Straße 52                             |                           | 31. Aug. 2024 | |
|      | Bertha Wahl            | Fanningerstraße 20                                 |                           | Mai 2021      | |
|      | Josephus Wahl          | Fanningerstraße 20                                 |                           | Mai 2021      | |
|      | Herta Wartenburg       | Frankfurter Allee 172 (Ecke Schulze-Boysen-Straße) | 52.512538 13.484507       | 7. Mai 2004   | Herta Wartenburg wurde am 11. Juli 1895 in Deutsch Krone als Herta Moses geboren, am 15. August 1942 wurde sie mit dem 18. Osttransport nach Riga deportiert, dort ist sie verschollen. |
|      | Max Wartenburg         | Frankfurter Allee 172 (Ecke Schulze-Boysen-Straße) | 52.512539 13.484508       | 7. Mai 2004   | Max Wartenburg wurde am 14. August 1896 in Klein Dreidorf (Provinz Posen) geboren, am 15. August 1942 wurde er mit dem 18. Osttransport nach Riga deportiert, dort ist er verschollen. |
|      | Dorothea Weile         | Atzpodienstraße 38                                 |                           | 23. Mai 2022  | |